# Jacques Nieuwenhuis
Jacques Nieuwenhuis (wym. [ˈʒak ˈniwɛnˌɦœjs]; ur. 23 marca 1980 r. w Brakpan w Południowej Afryce) – południowoafrykański rugbysta reprezentujący Namibię na arenie międzynarodowej, uczestnik dwóch Pucharów Świata, następnie sędzia sportowy.

## Kariera klubowa
Urodzony w Brakpan w prowincji Gauteng Nieuwenhuis karierę rozpoczynał karierę w klubie mieszczącym się w jego rodzinnym mieście – Falcons. W 2008 roku przeniósł się do Francji, gdzie gra w drugoligowym Stade Aurillacois. W międzyczasie występował także w namibijskim Reho Falcons.

## Kariera reprezentacyjnym
Nieuwenhuis zdecydował się reprezentować Namibię i zadebiutował w jej kadrze 26 maja 2007 roku w spotkaniu z Zambią. Został włączony do kadry na rozgrywany we Francji Puchar Świata w 2007 roku. W debiutanckim meczu na mistrzostwach, przeciw reprezentacji Irlandii, Namibijczyk zdobył pierwsze przyłożenie swojej reprezentacji na tej imprezie. Jednak w kolejnym pojedynku Welwitschias (z Francją) Nieuwenhuis otrzymał w 19 minucie czerwoną kartkę za niebezpieczną szarżę na Sébastiena Chabala. Tym samym został pierwszym reprezentantem Namibii, który otrzymał taką karę podczas pucharu świata.
Wziął również udział w Pucharze Świata, który był rozgrywany w 2011 roku w Nowej Zelandii.

## Sędzia
Po zakończeniu kariery sportowej za namową André Watsona został arbitrem.